# Lista zabytków we Florianie
To jest lista zabytków w mieście Floriana (malt. Il-Furjana) na Malcie, które są umieszczone na liście National Inventory of the Cultural Property of the Maltese Islands.

## Lista
| Nazwa zabytku                                                         | Lokalizacja                                                      | Współrzędne                                   | Nr na liście NICPMI | Zdjęcie |
| --------------------------------------------------------------------- | ---------------------------------------------------------------- | --------------------------------------------- | ------------------- | ------- |
| Cmentarz na bastionie Msida                                           | Triq Vincenzo Dimech                                             | 35°53′46,2″N 14°30′08,3″E/35,896177 14,502298 | 00052               |         |
| Kościół Świętego Krzyża                                               | Triq Franġisk Saver Fenech                                       | 35°53′20,8″N 14°30′16,0″E/35,889104 14,504438 | 00499               |         |
| Statua św. Franciszka z Asyżu                                         | Triq Franġisk Saver Fenech                                       | 35°53′21,7″N 14°30′15,9″E/35,889358 14,504411 | 00500               |         |
| Kaplica Matki Bożej z Lourdes                                         | Triq Franġisk Saver Fenech                                       | 35°53′22,5″N 14°30′16,0″E/35,889573 14,504443 | 00501               |         |
| Nisza św. Anny                                                        | Triq Sant’ Anna                                                  | 35°53′26,6″N 14°30′16,1″E/35,890733 14,504464 | 00502               |         |
| Statua św. Franciszka                                                 | Triq San Franġisk / Triq San Tumas                               | 35°53′27,9″N 14°30′20,3″E/35,891093 14,505639 | 00503               |         |
| Statua Niepokalanego Poczęcia                                         | Triq il-Kapuċċini / Triq San Tumas                               | 35°53′26,8″N 14°30′21,5″E/35,890784 14,505964 | 00504               |         |
| Nisza Matki Bożej z Góry Karmel                                       | Triq San Franġisk / Triq il-Miratur                              | 35°53′29,1″N 14°30′21,9″E/35,891403 14,506082 | 00505               |         |
| Statua Chrystusa Zbawiciela                                           | Triq is-Suq / Triq San Franġisk                                  | 35°53′30,4″N 14°30′23,2″E/35,891766 14,506444 | 00506               |         |
| Statua św. Publiusza                                                  | Triq San Publiju / Triq il-Miratur                               | 35°53′32,7″N 14°30′18,3″E/35,892407 14,505095 | 00507               |         |
| Kościół parafialny św. Publiusza                                      | Misraħ San Publiju                                               | 35°53′32,8″N 14°30′17,2″E/35,892455 14,504789 | 00508               |         |
| Nisza Niepokalanego Poczęcia                                          | 61 Triq San Tumas                                                | 35°53′30,9″N 14°30′17,8″E/35,891923 14,504931 | 00509               |         |
| Kościół pw. Niepokalanego Poczęcia                                    | Triq Sarria                                                      | 35°53′31,1″N 14°30′13,4″E/35,891969 14,503724 | 00510               |         |
| Nisza Matki Bożej z Lourdes                                           | Triq L-Iljun / Triq il-Konservatorju                             | 35°53′36,9″N 14°30′13,1″E/35,893584 14,503645 | 00511               |         |
| Nisza Matki Bożej z Góry Karmel                                       | 22 Triq L-Argotti                                                | 35°53′35,5″N 14°30′12,0″E/35,893184 14,503327 | 00512               |         |
| Medalion Matki Bożej z Dzieciątkiem                                   | Triq San Kalċidonju (Kuria)                                      | 35°53′36,7″N 14°30′09,6″E/35,893527 14,502662 | 00513               |         |
| Nisza Krzyża Chrystusowego                                            | It-Telgħa tal-Kurċifiss                                          | 35°53′32,7″N 14°30′32,9″E/35,892425 14,509135 | 00583               |         |
| The Mall (Ogrody Maglio)                                              | Triq Sarria                                                      | 35°53′36,4″N 14°30′18,1″E/35,893436 14,505025 | 01146               |         |
| Ogrody Argotti                                                        | Triq Sarria / Triq Vincenzo Bugeja                               | 35°53′33,1″N 14°30′10,6″E/35,892528 14,502954 | 01147               |         |
| Villino Bonnici                                                       | Triq Vincenzo Bugeja, Triq L-Argotti                             | 35°53′34,4″N 14°30′11,7″E/35,892882 14,503252 | 01148               |         |
| Składy Pinto                                                          | Xatt Pinto                                                       | 35°53′24,7″N 14°30′27,8″E/35,890185 14,507729 | 01149               |         |
| Floriana Lines                                                        |                                                                  | 35°53′26,9″N 14°30′04,2″E/35,890800 14,501168 | 1617                |         |
| Bastion św. Franciszka – Floriana Lines                               | Triq Franġisk Saver Fenech                                       | 35°53′19,7″N 14°30′15,9″E/35,888818 14,504403 | 1618                |         |
| Rawelin św. Franciszka – Floriana Lines                               | Triq Nazzjonali                                                  | 35°53′23,3″N 14°30′10,1″E/35,889819 14,502800 | 1619                |         |
| Bastion św. Marka – Floriana Lines                                    | Triq Franġisk Saver Fenech                                       | 35°53′23,6″N 14°30′15,8″E/35,889884 14,504393 | 1620                |         |
| Bastion św. Filipa – Floriana Lines                                   | Ogrody Argotti                                                   | 35°53′29,0″N 14°30′07,0″E/35,891378 14,501942 | 1621                |         |
| Bastion św. Jakuba – Floriana Lines                                   | Ogrody Argotti                                                   | 35°53′31,7″N 14°30′07,0″E/35,892130 14,501931 | 1622                |         |
| Bastion św. Łukasza – Floriana Lines                                  | Ogrody Argotti                                                   | 35°53′28,3″N 14°30′10,9″E/35,891183 14,503020 | 1623                |         |
| Kurtyna św. Anny – Floriana Lines                                     | Triq Sant’Anna                                                   | 35°53′26,5″N 14°30′16,5″E/35,890705 14,504592 | 1624                |         |
| Kurtyna Notre Dame – Floriana Lines                                   | Triq Sa Maison                                                   | 35°53′35,5″N 14°30′07,7″E/35,893195 14,502128 | 1625                |         |
| Rawelin Notre Dame – Floriana Lines                                   | Triq Sa Maison                                                   | 35°53′32,7″N 14°30′00,8″E/35,892417 14,500213 | 1626                |         |
| Bastion San Salvatore – Floriana Lines                                | Triq Sa Maison                                                   | 35°53′37,2″N 14°30′02,9″E/35,893661 14,500797 | 1627                |         |
| Przeciwstraż San Salvatore – Floriana Lines                           | Sa Maison Garden                                                 | 35°53′38,2″N 14°30′00,0″E/35,893942 14,499993 | 1628                |         |
| Bastion La Vittoria – Floriana Lines                                  | L-Ospizio                                                        | 35°53′41,0″N 14°30′03,3″E/35,894735 14,500929 | 1629                |         |
| Kurtyna Polverista – Floriana Lines                                   | L-Ospizio                                                        | 35°53′42,6″N 14°30′06,0″E/35,895171 14,501656 | 1630                |         |
| Bastion Msida – Floriana Lines                                        | Triq Hannibal B. Scicluna                                        | 35°53′46,2″N 14°30′08,2″E/35,896163 14,502280 | 1631                |         |
| Bastion Quarantine – Floriana Lines                                   | Triq Hannibal B. Scicluna                                        | 35°53′49,9″N 14°30′15,0″E/35,897191 14,504179 | 1632                |         |
| Kurtyna łącząca bastion Msida z bastionem Quarantine – Floriana Lines | Triq Vincenzo Dimech                                             | 35°53′47,4″N 14°30′13,0″E/35,896498 14,503621 | 1633                |         |
| Brama Notre Dame – Floriana Lines                                     | Triq Sa Maison                                                   | 35°53′35,9″N 14°30′06,8″E/35,893302 14,501876 | 1634                |         |
| Bastion Kapucynów – Floriana Lines                                    | Pjazza Sir Luigi Preziosi                                        | 35°53′19,3″N 14°30′23,1″E/35,888704 14,506425 | 1635                |         |
| Kurtyna Kalkara – Floriana Lines                                      | It-Telgħa tal-Kurċifiss                                          | 35°53′31,8″N 14°30′32,4″E/35,892167 14,508991 | 1636                |         |
| Bastion Kalkara – Floriana Lines                                      | Ġnien Herbert Ganado                                             | 35°53′36,1″N 14°30′36,0″E/35,893373 14,509991 | 1637                |         |
| Bastion Crucifix – Floriana Lines                                     | Triq Vilhena                                                     | 35°53′29,1″N 14°30′31,9″E/35,891409 14,508848 | 1638                |         |
| Luneta Pietà – Floriana Lines                                         | Jubilee Grove                                                    | 35°53′34,5″N 14°29′55,4″E/35,892917 14,498718 | 1639                |         |
| Luneta obok Porte des Bombes – Floriana Lines                         |                                                                  | 35°53′28,7″N 14°30′02,1″E/35,891305 14,500571 | 1640                |         |
| Luneta z boku dzieła koronowego – Floriana Lines                      | Horns Street                                                     | 35°53′17,7″N 14°30′12,0″E/35,888239 14,503342 | 1641                |         |
| Luneta przed dziełem koronowym – Floriana Lines                       | Triq il-Foss                                                     | 35°53′17,1″N 14°29′58,0″E/35,888077 14,499454 | 1642                |         |
| Droga kryta – Floriana Lines                                          | Jubilee Grove                                                    | 35°53′26,2″N 14°30′02,9″E/35,890619 14,500812 | 1643                |         |
| Faussebraye – Floriana Lines                                          | od bastionu La Vittoria do Porte des Bombes                      | 35°53′31,0″N 14°29′57,4″E/35,891953 14,499283 | 1644                |         |
| Porte des Bombes – Floriana Lines                                     | Triq Nazzjonali                                                  | 35°53′25,8″N 14°30′07,7″E/35,890497 14,502128 | 1645                |         |
| Dzieło rogowo-koronowe – Floriana Lines                               | Triq il-Foss                                                     | 35°53′17,2″N 14°30′02,5″E/35,888120 14,500706 | 1646                |         |
| Północny entrenchment – Floriana Lines                                | Triq J. Mangion                                                  | 35°53′44,0″N 14°30′12,0″E/35,895569 14,503345 | 1647                |         |
| Ostroga muszkieterów od strony Marsy – Floriana Lines                 | Triq l-Għassara ta’ l-Għeneb                                     | 35°53′10,6″N 14°30′04,4″E/35,886290 14,501231 | 1648                |         |
| Fosa główna – Floriana Lines                                          | od Triq Sa Maison, przez Triq Notre Dame Ditch do Triq Sant’Anna | 35°53′30,3″N 14°30′04,1″E/35,891744 14,501130 | 1649                |         |
| Fosa wyższa – Floriana Lines                                          | od Sa Maison do bastionu św. Franciszka                          | 35°53′27,4″N 14°30′03,4″E/35,890947 14,500932 | 1650                |         |
| Glacis – Floriana Lines                                               | Jubilee Grove                                                    | 35°53′28,8″N 14°29′52,9″E/35,891329 14,498035 | 1651                |         |
| Płaskoczołowy bastion (Platforma) – Floriana Lines                    | Triq il-Vittmi Furjaniżi tal-Gwerra                              | 35°53′25,6″N 14°30′26,9″E/35,890458 14,507476 | 1652                |         |
| Kurtyna Crucifix – Floriana Lines                                     | Triq Pietro Floriani                                             | 35°53′27,6″N 14°30′29,1″E/35,890993 14,508071 | 1653                |         |
| Kurtyna koło bastionu Kapucynów – Floriana Lines                      | Triq Pietro Floriani                                             | 35°53′22,9″N 14°30′24,6″E/35,889704 14,506835 | 1654                |         |